# 圣菲尔曼 (上阿尔卑斯省)
圣菲尔曼（法語：Saint-Firmin，法語發音：[sɛ̃ fiʁmɛ̃] ⓘ）是法国上阿尔卑斯省的一个市镇，属于加普区。

## 地理
圣菲尔曼（44°46'53"N, 6°1'45"E）面积22.39 平方千米，位于法国普罗旺斯-阿尔卑斯-蓝色海岸大区上阿尔卑斯省，该省份为法国东南部内陆省份，北起萨瓦省，西北接伊泽尔省，西南接德龙省，南至上普罗旺斯阿尔卑斯省，东北部与意大利接壤。
与圣菲尔曼接壤的市镇（或旧市镇、城区）包括：阿斯普尔莱科尔、勒格莱济勒、圣雅克-昂瓦尔戈德马、瓦尔戈德马地区圣莫里斯、博凡、欧贝萨涅。

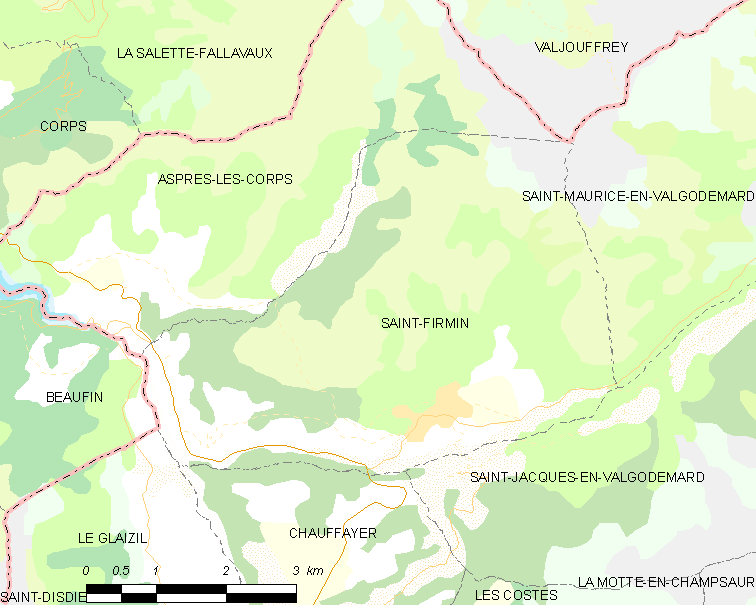
的OSM定位图

圣菲尔曼的时区为UTC+01:00、UTC+02:00（夏令时）。

## 行政
圣菲尔曼的邮政编码为05800，INSEE市镇编码为05142。

## 政治
圣菲尔曼所属的省级选区为圣博内昂尚索尔县。

## 人口

1962-2008年间人口变化图示

圣菲尔曼于2022年1月1日时的人口数量为449人。